# Mexikonymphe
Die Mexikonymphe (Eupherusa ridgwayi, Syn. Thalurania ridgwayi) ist eine Vogelart aus der Familie der Kolibris (Trochilidae). Die Art ist endemisch in Mexiko. Der Bestand wird von der IUCN als gefährdet (Vulnerable) eingeschätzt.

## Merkmale
Die Mexikonymphe erreicht eine Körperlänge von etwa 9 bis 10 cm bei einem Gewicht von ca. 3,5 bis 4,2 g. Die Männchen haben einen gerade schwarzen Schnabel. Der vordere Oberkopf schimmert violett blau, der hintere Oberkopf bläulich grün. Der Rest der Oberseite ist grün. Die Kehle glitzert smaragdgrün, der Bauch und die Unterschwanzdecken sind dunkel grün. Der Schwanz ist leicht gegabelt und bläulich schwarz. Die Oberseite des Weibchens ähnelt farblich der des Männchens, doch haben sie einen kleinen weißen Punkt hinter den Augen. Die Unterseite ist gräulich, die Brustseiten weisen grüne Flecken auf. Der leicht gegabelte Schwanz ist ebenfalls bläulich schwarz, doch haben die zentralen Steuerfedern einen grünlichen Schimmer. Die äußeren Steuerfedern sind weiß gefleckt.

## Verhalten und Ernährung
Den Nektar bezieht die Mexikonymphe vermutlich ähnlich wie andere Arten der Gattung Thalurania von blühenden Rötegewächsen, Ingwergewächsen und Epiphyten wie Bromeliengewächse, Heidekrautgewächse und Misteln. Gliederfüßer werden sowohl vom Laub gesammelt, als auch in der Luft gejagt und gefangen.

## Lautäußerungen
Der Gesang besteht aus unregelmäßig wiederholten flüssigen tsip Lauten. Oft werden diese in schnellen Serien von 2 bis 4 Lauten von sich gegeben, die wie ein flüssiges Rütteln klingt. Meist geben sie diese Töne im Schwirrflug von sich.

## Fortpflanzung
Das einzige was zur Fortpflanzung bekannt ist, ist das sie im Februar und März in Brutstimmung beim Sammeln beobachtet wurden.

## Verbreitung und Lebensraum

Verbreitungsgebiet der Mexikonymphe

Die Mexikonymphe bevorzugt feuchte Wälder, Schluchten und Bergausläufer in Höhen wischen 250 und 1200 Meter. Eine genaue Eingrenzung ihres Habitats ist bisher nicht wissenschaftlich erforscht. Wahrscheinlich trifft man sie auch in Kaffeeplantagen an. Sie sind an den zum Pazifik gerichteten Berghängen im Süden von Nayarit, in Jalisco und in Colima heimisch.

## Migration
Die Mexikonymphe ist ein Standvogel.

## Unterarten
Die Art gilt als monotypisch.

## Etymologie und Forschungsgeschichte
Edward William Nelson beschrieb die Mexikonymphe unter dem heutigen Namen Thalurania ridgwayi. Als Fundort des Typusexemplars, dass er gemeinsam mit Edward Alphonso Goldman gesammelt hatte, nannte er San Sebastián del Oeste. John Gould hatte 1848 Thalurania für eine Unterart der Schwalbennymphe (Thalurania furcata viridipectus) einführte. »Thalurania« leitet sich aus den griechischen Worten »thalos, τηαλοσ« für »Kind, Nachkomme« und »ouranos, οὐρανός« für »Himmel« ab. Das Artepitheton »ridgwayi« ist Robert Ridgway (1850–1929) gewidmet.